# Cantó de Saint-Germain-en-Laye-Sud
El cantó de Saint-Germain-en-Laye-Sud és un antic cantó francès del departament d'Yvelines, que estava situat al districte de Saint-Germain-en-Laye. Comptava amb 2 municipis i part del de Saint-Germain-en-Laye.
Al 2015 va desaparèixer i el seu territori va passar a formar part del cantó de Saint-Germain-en-Laye.

## Municipis
- Aigremont
- Chambourcy
- Saint-Germain-en-Laye (part)

## Història
| Data d'elecció                           | Identitat          | Partit                     | Qualitat |
| ---------------------------------------- | ------------------ | -------------------------- | -------- |
| 1967-1976                                | Pierre Régis       | UDR                        |          |
| 1976-1989                                | Michel Péricard    | UDR, després RPR           |          |
| 1989-2011                                | Catherine Péricard | RPR, després UMP           |          |
| 2011-                                    | Philippe Pivert    | UMP, després divers droite |          |
| les dades anteriors no són pas conegudes |                    |                            |          |
|                                          |                    |                            |          |